# PGC 9827
LEDA/PGC 9827, auch UGC 2060, ist eine Balken-Spiralgalaxie vom Hubble-Typ SBab im Sternbild Andromeda am Nordsternhimmel. Sie ist schätzungsweise 210 Millionen Lichtjahre von der Milchstraße entfernt und hat einen Durchmesser von etwa 95.000 Lichtjahren. Vom Sonnensystem aus entfernt sich das Objekt mit einer errechneten Radialgeschwindigkeit von näherungsweise 4.600 Kilometern pro Sekunde.

## Galaktisches Umfeld
| Nr. | Galaxie          | Alternativname          | Rek           | Dek           | Distanz/asec |
| --- | ---------------- | ----------------------- | ------------- | ------------- | ------------ |
| →   | LEDA/PGC 9827    | UGC 2060                | 02h35m03.19s  | +41d21m26.5s  | 0            |
| 1   | LEDA/PGC 2179618 | 2MASX J02342961+4120326 | 02h34m29.64s  | +41d20m32.5s  | 381.96       |
| 2   | LEDA/PGC 2180099 | 2MASX J02341780+4122206 | 02h34m17.80s  | +41d22m20.9s  | 513.93       |
| 3   | LEDA/PGC 2178084 | 2MASX J02354652+4115088 | 02h35m46.51s  | +41d15m09.0s  | 617.03       |
| 4   | LEDA/PGC 2178643 | 2MASX J02335453+4117091 | 02h33m54.54s  | +41d17m09.3s  | 815.64       |
| 5   | LEDA/PGC 9804    | CGCG 539-050            | 02h34m25.837s | +41d08m53.11s | 863.11       |
| 6   | LEDA/PGC 9825    | UGC 2058                | 02h34m53.37s  | +41d07m06.9s  | 866.74       |
| 7   | LEDA/PGC 9755    | CGCG 539-044            | 02h33m40.16s  | +41d20m47.2s  | 935.78       |